# Elektriciteitscentrale Kyger Creek

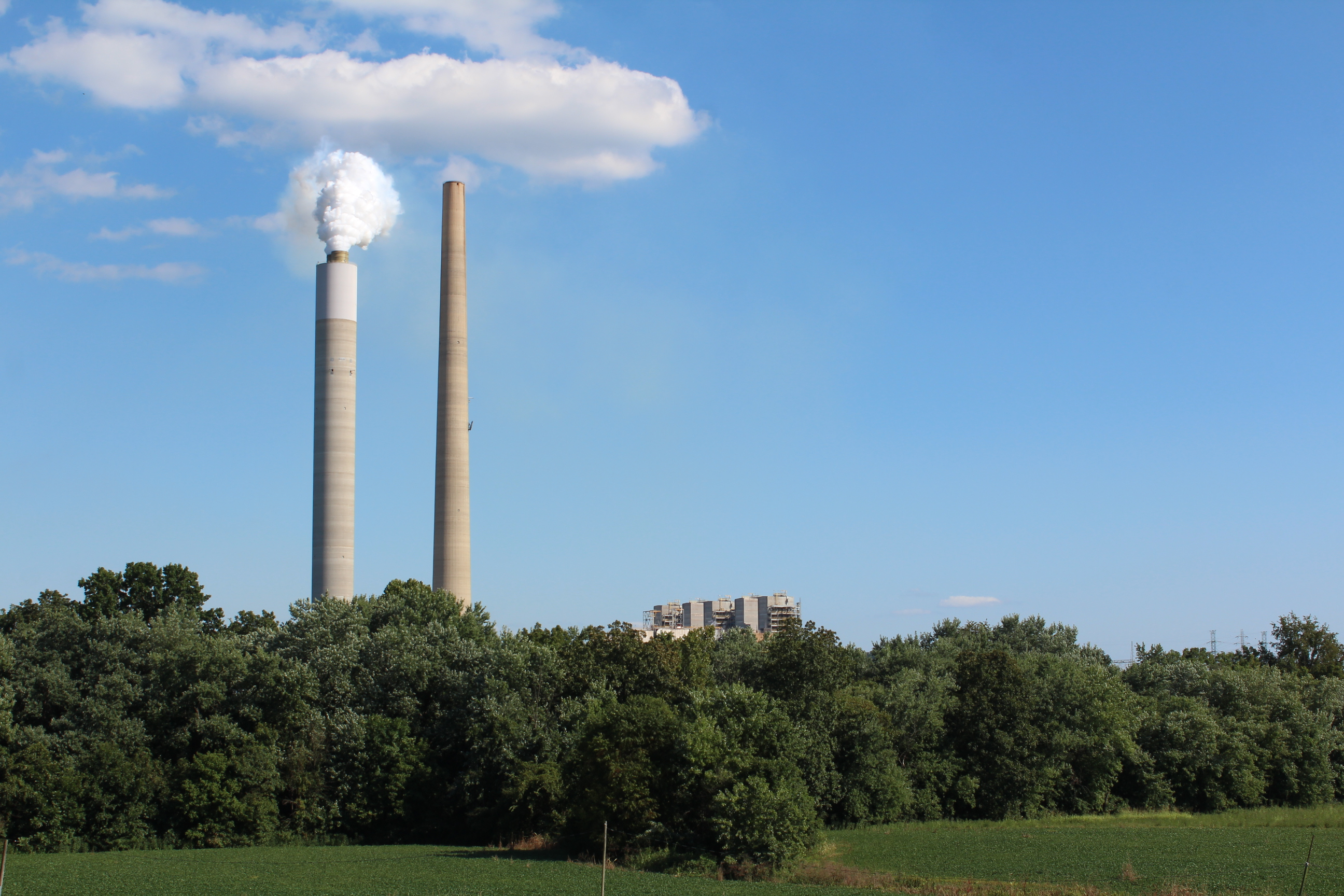
Elektriciteitscentrale Kyger Creek

De Kyger Creek-elektriciteitscentrale is een thermische centrale te Gallipolis, Ohio, Verenigde Staten. De 305 meter hoge schoorsteen van de centrale werd in 1980 gebouwd.